# تومویا اوتانی
تومویا اوتانی (انگلیسی: Tomoya Ohtani؛ زادهٔ ۱ ژوئیهٔ ۱۹۷۴) یک موسیقی‌دان اهل ژاپن است. وی از سال ۱۹۹۹ میلادی تاکنون مشغول فعالیت بوده‌است.